# Semaeomyia laeviuscula
Semaeomyia laeviuscula är en stekelart som först beskrevs av Maximilian Spinola 1851.  Semaeomyia laeviuscula ingår i släktet Semaeomyia och familjen hungersteklar. Inga underarter finns listade i Catalogue of Life.